# Christopher Paudiss

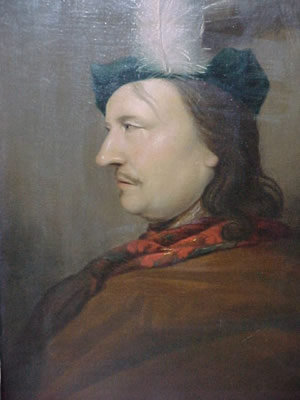
Autorretrato.

Christopher Paudiss (Baja Sajonia, 1630 - Freising (Alta Baviera), 1666) fue un pintor barroco alemán, discípulo en Ámsterdam de Rembrandt van Rijn.

## Vida
Tras trabajar en Stuttgart (1656), Praga, Dresde (1659-1660), Viena y Salzburgo, permaneció sus últimos cuatro años en Freising, donde trabajó para el arzobispo Albrecht Segismund von Bayern.
Se casó dos veces.
A lo largo de su toda vida se enfrentó a dificultades económicas.

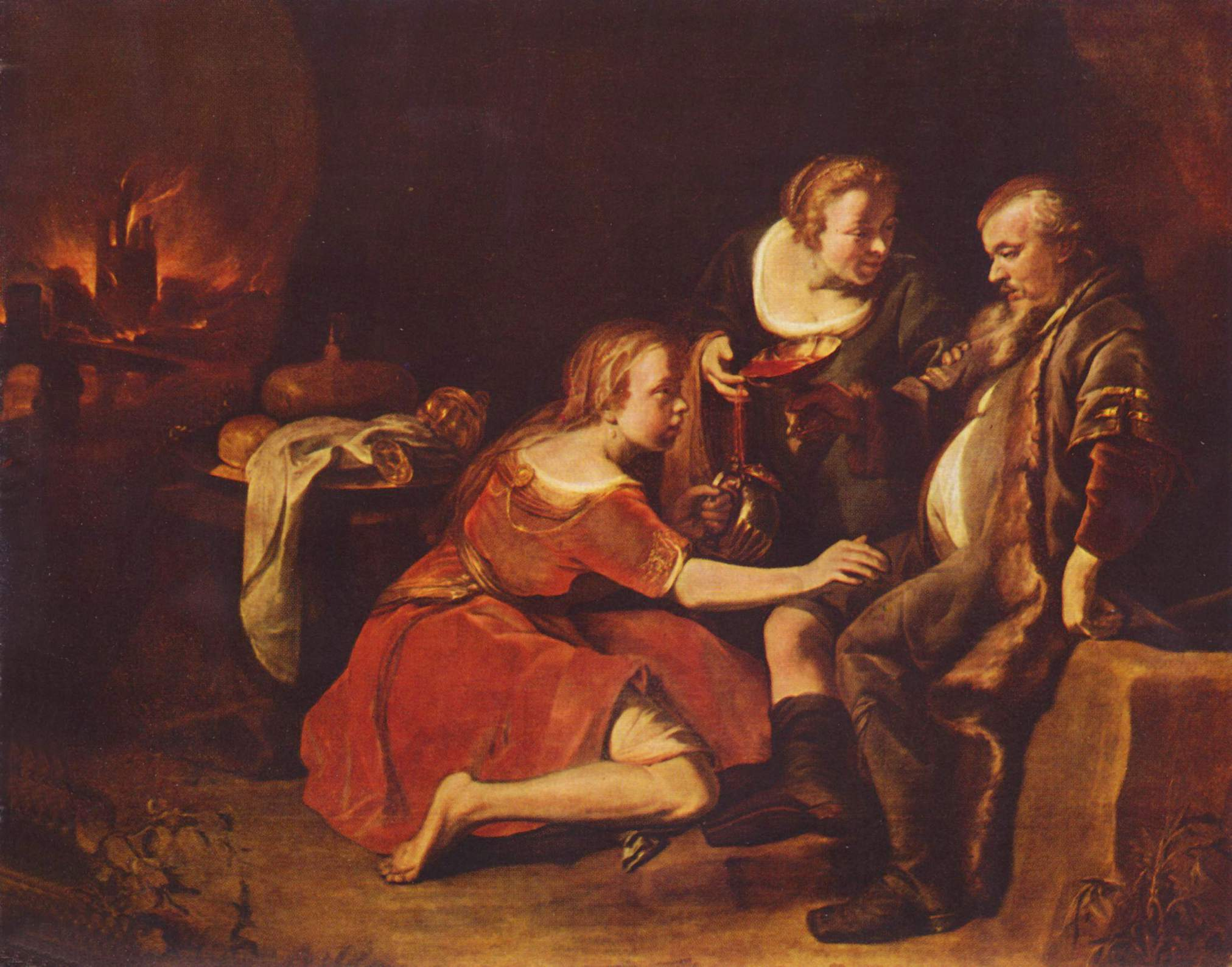
Loth y sus hijas (sobre 1649), Museo de Bellas Artes, Budapest.

## Obra
Sus pinturas al óleo y al fresco muestran imágenes oscuras de la vida cotidiana. Son famosas sus pinturas de género, historias rurales y naturalezas muertas; también pintó retratos. El Museo Diocesano de Freisinger tiene la mayor colección de su obra (15 en total); otras obras están dispersas por toda Europa.

### Pinturas

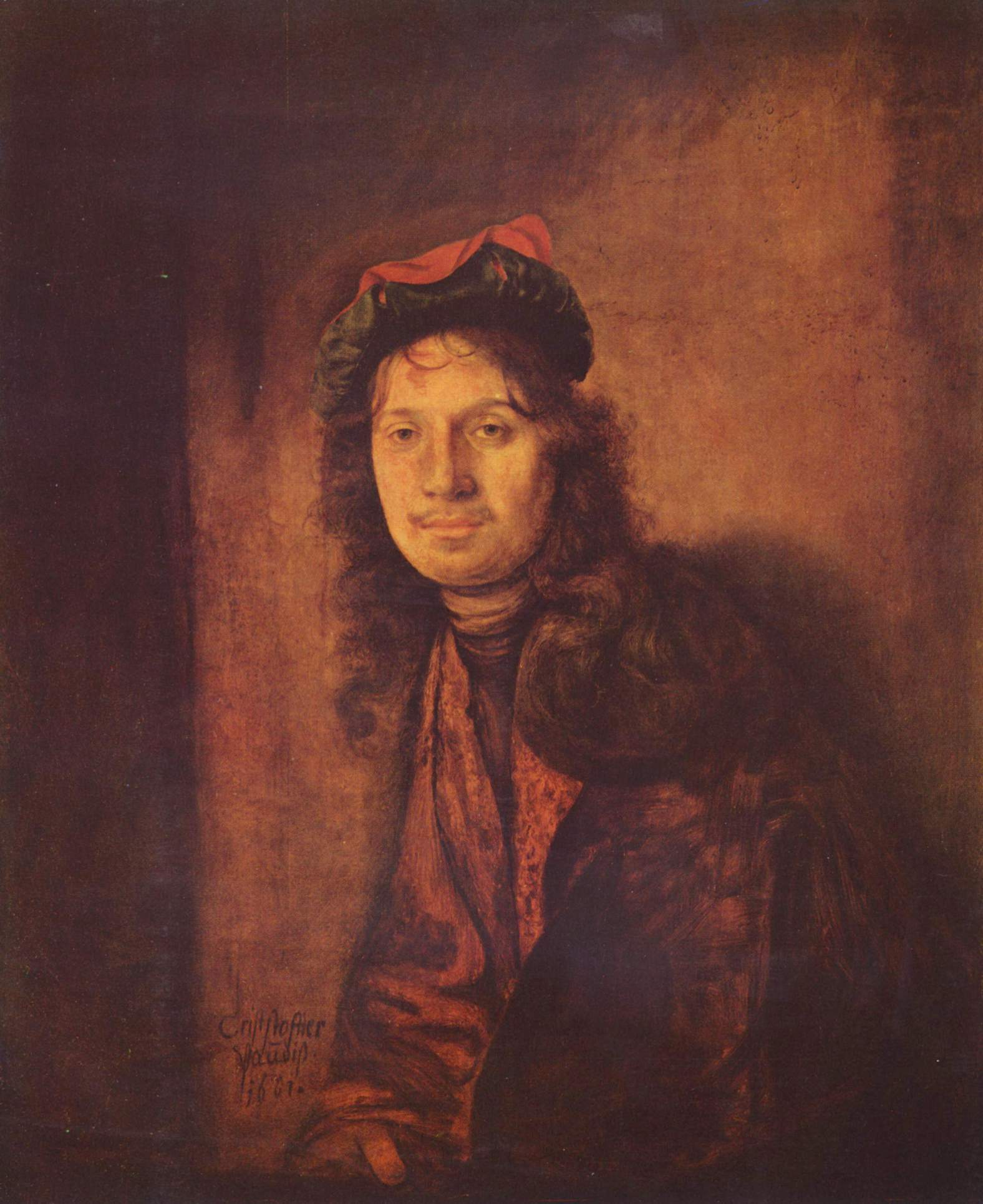
Retrato de un hombre (1661), colección privada, Budapest.

- Loth y sus hijas óleo sobre lienzo (hacia 1649), Museo de Bellas Artes, Budapest.
- San Jerónimo óleo sobre lienzo (1656-1658), Museo de Historia del Arte, Viena.
- Retrato de un joven hombre con sombrero de piel óleo sobre madera (hacia 1660), Museo del Hermitage, San Petersburgo.
- Naturaleza muerta óleo sobre lienzo transferido a panel (1660), Museo del Hermitage, San Petersburgo.
- Retrato de un hombre óleo sobre madera de arce (1660), Museo de Historia del Arte, Viena.
- Retrato de un hombre joven con un gorro de plumas óleo sobre madera de álamo (1660-1662), Museo de Historia del Arte, Viena.
- Retrato de un hombre óleo sobre madera (1661), colección privada, Budapest.
- El agricultor y el ternero (1662)
- El viejo campesino con un novillo y el carnicero (1662)Dombergmuseum Freising.
- Martirio de san Timoteo óleo sobre lienzo (1662), Museo de Historia del Arte, Viena.
- Retrato de un hombre barbudo con un sombrero óleo sobre madera de arce (1663), Museo de Historia del Arte, Viena.
- Agricultores en una choza óleo sobre madera de peral (hacia 1664), Museo de Historia del Arte, Viena.
- Altar mayor de la iglesia benedictina de Freising.
- Autorretrato.
- Expulsión del Templo.
- Mesa de cocina con pipa, arenque y cerveza.
- Niños helados.
- El Marouder.
- Retrato de un médico perdido durante la Segunda Guerra Mundial.
- Retrato de unos bandidos con grandes gorras óleo sobre lienzo, Galería de Pinturas de los Maestros Antiguos, Dresde.
- Volviendo a casa desde el mercado.